# フレデリック・キュヴィエ

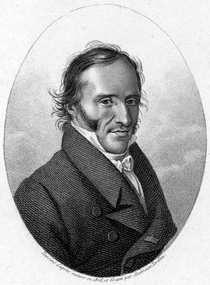
Frédéric Cuvier.

フレデリック・キュヴィエ（Georges Frédéric Cuvier 1773年6月28日 - 1838年7月24日）はフランスの動物学者。ジョルジュ・キュヴィエの弟である。兄（Georges Cuvier；正式名Jean Léopold Nicolas Frédéric Cuvier、別名Georges Léopold Chrétien Frédéric Dagobert Cuvier）と区別するため通常Frédéric Cuvierと呼ばれる。
キリスト教プロテスタントの一つである教派ルーテル教会の信者の家系に生まれ育ち、兄と共に聖書に対する全き忠誠を信条とし家族を大切にしていた。学校では古典の勉強に消極的で、ギリシャ語やラテン語にあまり魅力を感じず落ちこぼれとされたが、物理学、化学、自然史といった様々な科学の分野に興味を持っており、1797年生まれ育ったモンベリアールからジョルジュ・キュヴィエの招きでパリへ向かい才能に開花することになる。1801年にはボルタの電池の特性を研究し、重要な発見により学者として世間に知られることになり、国民産業協会からその雑誌の編集を任されるなど実績をあげていたが、まだまだ満足していなかった。
1803年、国立自然史博物館で哺乳類と鳥類の教授（ジョフロワ・サンティレール）の管轄下に動物園の管理者職が作られることになり、ジョルジュ・キュヴィエの弟フレデリック・キュヴィエの化学分野での仕事経験と『博物学辞典』に動物学の記事を書いていること、人格面で推薦するとされ教授会の満場一致で1803年12月28日に管理者として採用された。1804年から1838年の間国立自然史博物館の動物園の飼育管理者を続けた。

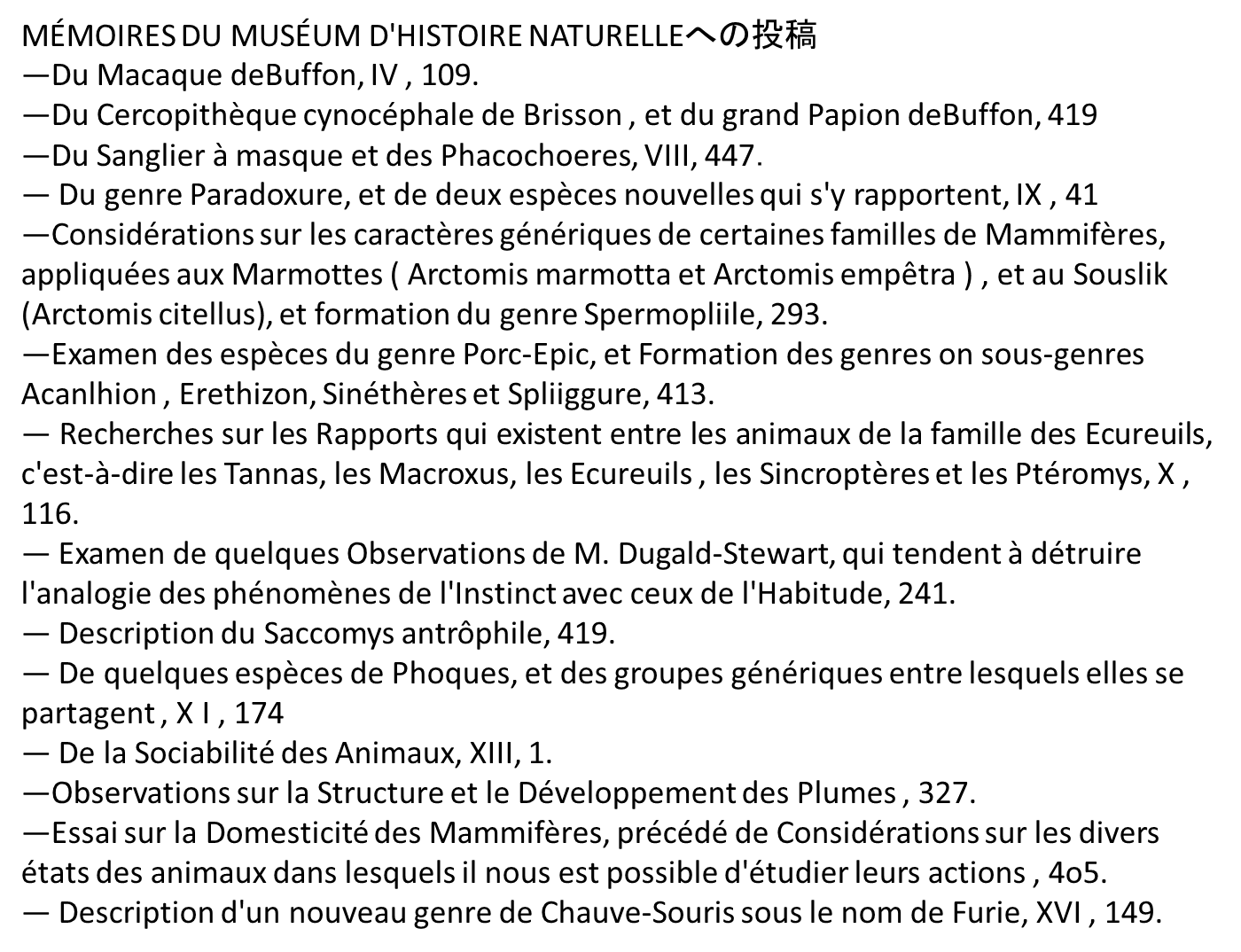

動物園でのフレデリック・キュヴィエは、設備などもほとんどないところから動物園運営を行ない、その後これまでに行われたことのない、より包括的で情報に基づいた哺乳類の行動の評価研究を進めることになる。1820年代初めには飼育下の動物から何を学ぶことができるかを明らかにし、動物を利用し応用する動物園における研究の発展に着手した。そして、動物の家畜化に関する1825年の論文では、動物行動の法則を発見したいのであれば野生に住む動物についての孤立した観察結果だけで無く、介入が行える飼育下の動物の方が行動の一般的な原因と知的能力の性質を明らかにすることができるとした。
19世紀初頭には、野外における野生動物の観察・行動研究の方法は確立されておらず、単なる動物飼育場に過ぎなかった動物園では、フレデリック・キュヴィエのように飼育動物を見る者は少なかった。近代動物園の最初とされるパリ自然史博物館の動物園で最初の飼育管理責任者となり、近年行なわれている動物園と研究機関が連携した研究の先駆け的なことを行なった。しかし、動物園の責任者といえどもジョフロワ・サンティレールの部下であるフレデリック・キュヴィエには、教育・研究を進める権限が無かった。ましてや1810年にパリアカデミーの監察官に任命され、1831年に大学の監察官に任命されるなど追加活動にかなりの時間を費やされ、まもなく動物園での研究は収束することになった。1835年に王立協会の外国人会員に選ばれた。
一方、兄ジョルジュ・キュヴィエとジョフロワ・サンティレールの仲が悪くなった頃、フレデリック・キュヴィエとジョフロワ・サンティレールとの間でも動物園の方向性についての激しい論争が起こる。兄が教授でいる博物館で教授職を目指すことは不適切であると確信していて、公的にはジョフロワ・サンティレールの部下のままであり続けた。1832年にジョルジュ・キュヴィエが亡くなると、生きている動物の研究とその教育に関わる動物園を管轄する教授職の設置を教育省に要望して欲しいと教授会に提案するも否決される。しかし、教育省からの命令で博物館の比較生理学の席が1837年に彼のために作られた。

博物館の上司であるエティエンヌ・ジョフロワ・サンティレールと共著の形で、兄ジョルジュ・キュヴィエが書き19世紀初頭の動物学への関心の高まりに貢献した『La Ménagerie du Muséum national d'histoire naturelle』を引き継ぐ『Histoire naturelle des mammifères全4(7)巻 1818年-1842年』を著した。

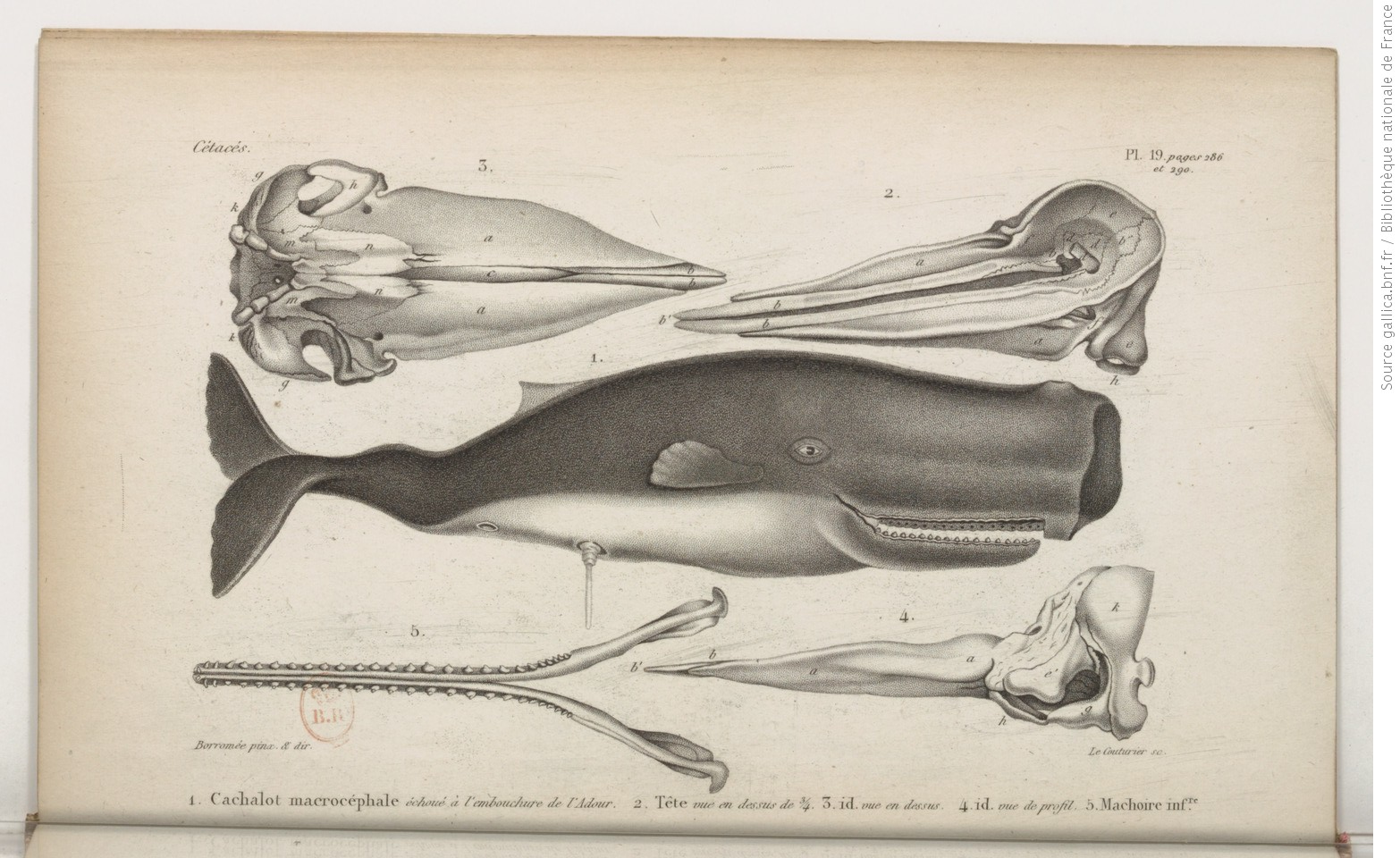

メルヴィル は『白鯨』において「・・・一八三六年に『鯨の博物学』を出版し、・・・フレデリック・キュヴィエの抹香鯨は抹香鯨でもなんでもなく、ただぐにゃぐにゃしたものの塊だ。もちろん彼は捕鯨航海なんかしたことがない。(ああいう人達はめったにしないのだ)それにしても、彼はどこからあの絵を引きだしてきたのか、誰にもわからぬ・・・」と書いている。
これは1834 年から 1890 年にかけてビュフォンの博物誌の新たな続編として89 巻のシリーズ「Nouvelles suites à Buffon」 が発行されたが、その中の1冊『De l'histoire naturelle des cétacés』をフレデリック・キュヴィエが書いていることによる。